# Chardogne
Chardogne är en kommun i departementet Meuse i regionen Grand Est (tidigare regionen Lorraine) i nordöstra Frankrike. Kommunen ligger i kantonen Vavincourt som tillhör arrondissementet Bar-le-Duc. År 2022 hade Chardogne 302 invånare.

## Befolkningsutveckling
Antalet invånare i kommunen Chardogne
| Referens: INSEE |